# Какорин, Николай Иванович
Никола́й Ива́нович Како́рин (Коко́рин) (около 1868—1870, Москва — неизвестно) — русский архитектор, автор построек в Москве.

## Биография
Окончил Строгановское училище в 1885 году. В 1891 году — Московское училище живописи, ваяния и зодчества, получив звание классного художника архитектуры. С 1892 года служил сверхштатным техником Строительного отделения Московского губернского правления. Оджновременно с 1899 года состоял архитектором  и действительным членом Елисаветинского благотворительного общества. В 1899—1900 годах служил архитектором Мариинской больницы.

## Проекты и постройки

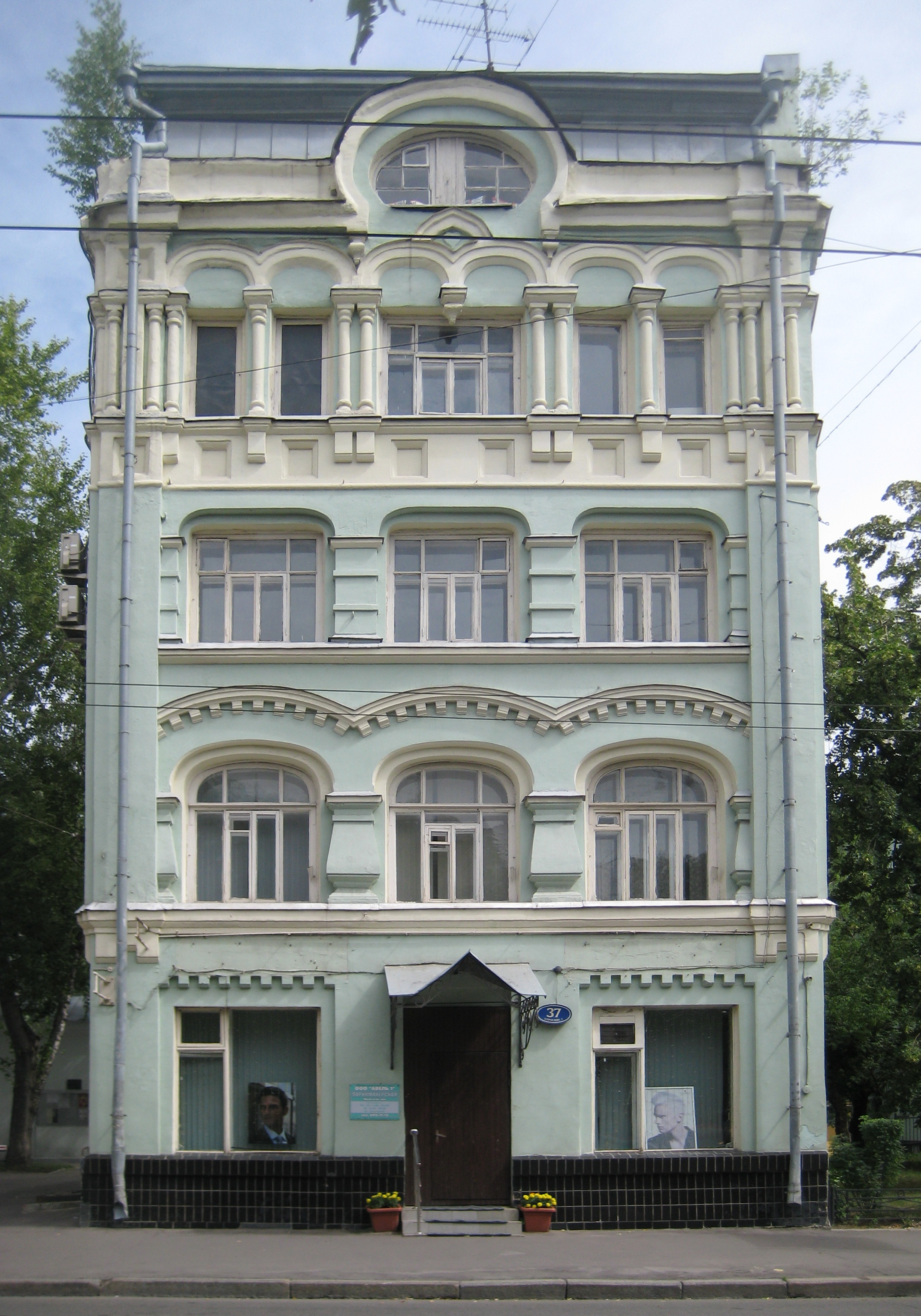
Остоженка, № 37/7, стр. 2. Четырёхэтажное здание было построено в 1901 году по проекту архитектора Н. И. Какорина. Предназначалось для складирования и продажи вещей, пожертвованных Московскому совету детских приютов, распоряжавшемуся в то время соседним зданием (№ 37/7)

- Проект перестройки колокольни (1893, Чернево, Московский уезд);
- Часовня при церкви Рождества в Бутырках (1894, Москва), не сохранилась;
- Пробирное управление, строил архитектор И. С. Бургардт (1897, Москва, Малая Бронная улица, 18), перестроено;
- Фабричные и жилые здания Горкинской мануфактуры, совместно с архитектором И. Е. Бондаренко (1896—1898, с. Горки Ковровского уезда)[3];
- Доходный дом, совместно с Г. Дорониным (1898, Москва, Гусятников переулок, 4)[4];
- Училище — доходный дом К. И. Семёновой и Е. П. Ивановой (1899, Москва, Верхний Таганский тупик, 2);
- Здание учебных мастерских ремесленного приюта им. Великого Князя Сергея Александровича (1901, Остоженка, 37/7)[5].